# Chlorodynerus guichardi
Chlorodynerus guichardi är en stekelart som beskrevs av Giordani Soika 1974. Chlorodynerus guichardi ingår i släktet Chlorodynerus och familjen Eumenidae. Inga underarter finns listade i Catalogue of Life.